# Arnošt Bedřich z Windischgrätze
Arnošt Bedřich hrabě z Windischgrätze, také Arnošt Bedřich Windischgrätz (německy Ernest Friedrich Graf von Windisch-Graetz, 20. července 1670 Vídeň – 6. září 1727 St. Peter in der Au) byl rakouský šlechtic a státník z významného rodu Windischgrätzů. Z matčiny strany byl vzdáleným příbuzným císaře Leopolda I., což se promítlo do vzestupu rodu na přelomu 17. a 18. století. Kariéru završil funkcí prezidenta říšské dvorní rady a byl rytířem Řádu zlatého rouna. Sňatkem získal mimo jiné majetek v Čechách (Červená Lhota).

## Kariéra

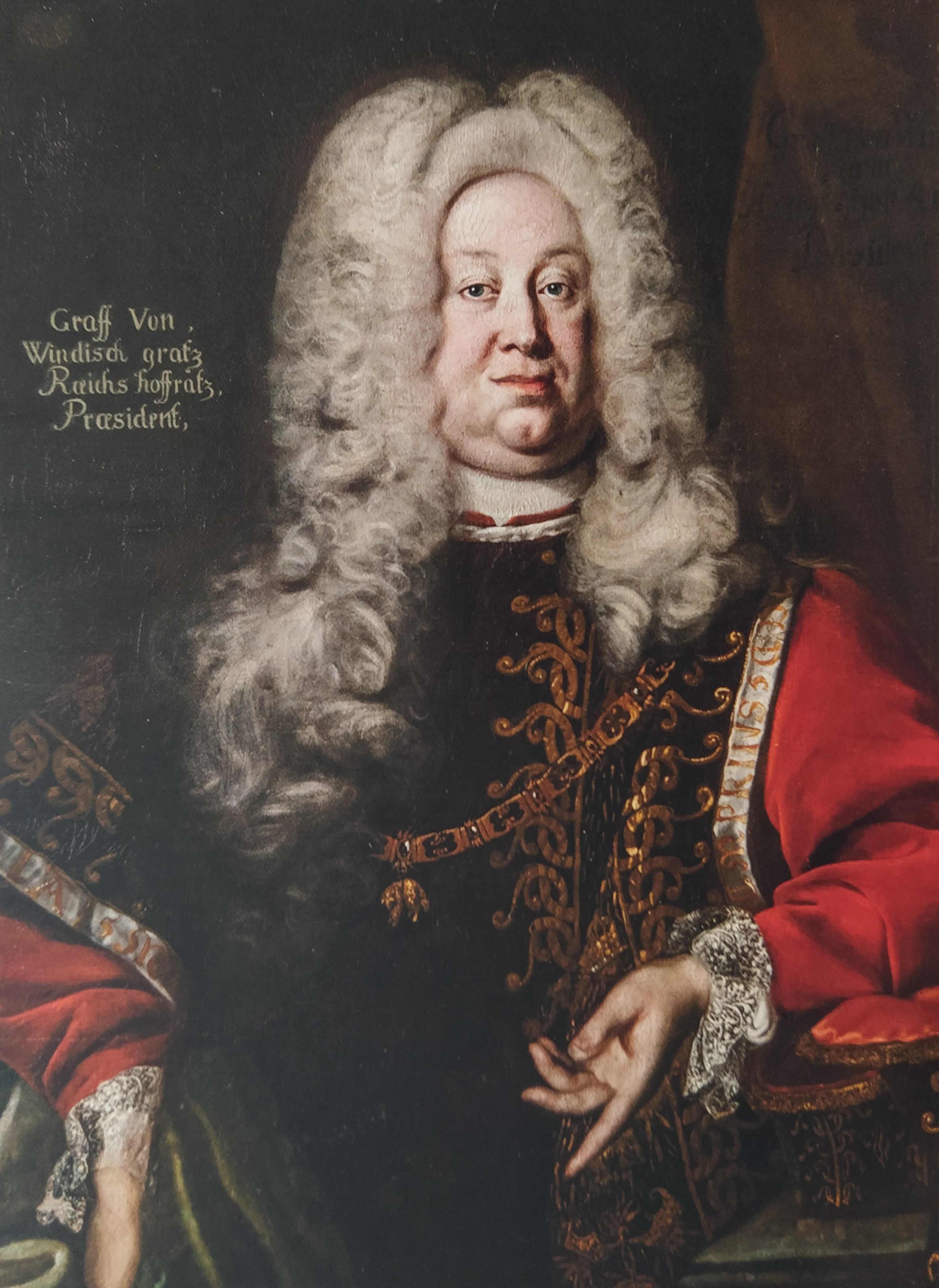
Arnošt Bedřich Windischgrätz s dekorací Řádu zlatého rouna (portrét ze sbírek zámek Kunštát)

Narodil se ve Vídni jako druhorozený syn říšského vicekancléře hraběte Gottlieba Amadea z Windischgrätze (1630-1695) a jeho druhé manželky hraběnky Marie Eleonory z Oettingen-Oettingenu (1649-1681), která byla sestřenicí císařovny Eleonory, třetí manželky Leopolda I. Tento příbuzenský vztah byl jedním z impulsů vzestupu Windischgrätzů koncem 17. století.
Studoval ve Vídni a absolvoval kavalírskou cestu, během níž pobýval například rok v Turíně a ve Florencii. V roce 1694 se stal členem říšské dvorní rady, téhož roku vykonal diplomatickou misi do Drážďan. Později byl vyslancem v Modeně (1698-1699) a u říšského sněmu v Řezně (1701-1702), mezitím v roce 1700 obdržel Řád zlatého rouna. Po smrti Dominika Ondřeje z Kounic v roce 1705 byl kandidátem na funkci říšského vicekancléře, ke jmenování ale nedošlo kvůli odporu mohučského arcibiskupa.
Jako držitel statků v Čechách byl v roce 1711 hlavním vyslancem Českého království na volbě Karla VI. římským císařem ve Frankfurtu. Dalších několik let se však zdržoval v ústraní na svých statcích, až později se stal prezidentem říšské dvorské rady (1714-1727) a nakonec ve Vídni státním a konferenčním ministrem (1724-1727). Spolu s vojevůdcem Evženem Savojským a finančním ministrem Gundakarem Tomášem ze Starhembergu patřil k hlavním osobnostem politiky habsburské monarchie, proslul jako expert na ústavní právo Svaté říše římské, vzhledem k diplomatickým zkušenostem měl důležité slovo i v zahraniční politice.

### Majetek a rodina
Po otci zdědil v roce 1695 stěžejní rodová panství v Dolním Rakousku (Trautmansdorf, St. Peter), zatímco jeho bratr Leopold Viktorin převzal Přerov na Moravě. 
V roce 1695 se oženil s ovdovělou hraběnkou Marií Terezií z Fünfkirchenu, rozenou Slavatovou (1656-1699), která byla jednou z dědiček rozsáhlého majetku vymřelého rodu Slavatů z Chlumu a Košumberka. Do manželství přinesla 50 000 zlatých v hotovosti, manželovi pak předala i svůj dědický podíl, panství Červená Lhota. Toto krátké manželství zůstalo bez potomstva. 
Podruhé se oženil v roce 1709 s hraběnkou Terezií Rozálií z Rottalu (1679-1753). Z druhého manželství se narodily dvě děti, obě ale zemřely v dětském věku. Po smrti Arnošta Bedřicha 6. září 1727 se tak dědicem majetku stal jeho mladší bratr Leopold Viktorin (1686-1746).